# Társadalmi osztály
A társadalmi osztály vagy egyszerűbben osztály társadalomtudományi és politikai fogalom. Számos értelmezési keretben használatos:
- empirikusan, szociológiailag a társadalmi struktúra egyfajta elméletének alapkategóriája;
- absztraktan, történelemfilozófiailag Karl Marx történelmi materializmus elméletének alapfogalma;
- politikailag a kommunista pártok programjának világnézeti alapja.

Számos elmélet született arról, hogy mely társadalmi csoportok alkotnak osztályt, mi az osztályok viszonya egymáshoz, rendelhetők-e az osztályokhoz bizonyos tudatformák, ideológiák, illetve mi az osztályok politikai szerepe, jelentősége. A definíciós bizonytalanság és a fogalom politikai felhangokkal való terheltsége, illetve a neoliberalizmus előretörése egyaránt hozzájárult ahhoz, hogy tudományos használata a 20. század végére visszaszorult, ugyanakkor szemléletformáló ereje továbbra is jelentős.

## Etimológia
Az „osztály” kifejezés a latin classis szóból származik, melyet az adóösszeírók a római polgárok – hadkötelezettségük alapját képező – vagyoni kategóriák szerinti besorolására használták.

## Megjelenése
A 18. század végén az osztály kifejezés elkezdte felváltani az addig elsődleges társadalomszervezési kategóriát jelentő földbirtok, rang és rend alapú hierarchikus besorolást. Ez összefüggött az örökölt sajátosságok társadalmi súlyának általánosan csökkenésével, illetve a vagyon és a jövedelem – mint a társadalmi hierarchiában elfoglalt helyzet legfontosabb mutatói – jelentőségének növekedésével.

## Marx osztályelmélete
Karl Marx nem hagyott hátra külön e célból írt munkában, szisztematikusan kidolgozott osztályelméletet, A tőke című művének III. kötete éppen ott szakadt meg, ahol a tulajdonképpeni osztályelmélet kidolgozása elkezdődhetett volna. Mégsem állítható, hogy ne lett volna osztályelmélete. Mivel a társadalmi osztályok léte és egymás közötti harca bizonyított tény volt számára, hiszen polgári történészek (François Guizot, Adolphe Thiers, François Mignet), közgazdászok (Adam Smith, David Ricardo) és utópista szocialista teoretikusok (Claude Henri de Rouvroy de Saint-Simon, Charles Fourier) már kimerítően elemezték előtte, nem volt szüksége arra, hogy a különféle osztályok létezését bizonyítsa. Marx továbbfejlesztette elődei osztályteóriáit, s a történelmi materializmus kidolgozásával megteremtette korának dinamikus osztályelméletét, mely egyúttal az osztályok nélküli társadalom, a kommunizmus tudományos célkitűzésének, forradalmának elmélete is. Maga Joseph Weydemeyerhez írott egyik levelében a következőképpen vallott erről:
„Ami […] engem illet, nem az én érdemem, sem a modern társadalomban levő osztályok létezésének, sem ezek egymással való harcának felfedezése. Polgári történetírók már jóval előttem ábrázolták az osztályok e harcának történelmi fejlődését, polgári közgazdászok pedig az osztályok gazdasági anatómiáját. Ami újat én cselekedtem, az annak bebizonyítása volt, 1. hogy az osztályok létezése csupán a termelés fejlődésének meghatározott történelmi szakaszaihoz van kötve; 2. hogy az osztályharc szükségszerűen a proletariátus diktatúrájához vezet; 3. hogy maga ez a diktatúra csak átmenet valamennyi osztály megszüntetéséhez és az osztály nélküli társadalomhoz.”
Ralf Dahrendorf megállapítása szerint: „Az osztályelmélet valójában olyan fontos volt Marx számára, hogy szisztematikus kifejtését újra és újra elhalasztotta az empirikus elemzések finomítása kedvéért. Alapjában tehát csak konkrét problémákkal kapcsolatos alkalmazásából és azokból az esetenkénti általánosító megjegyzésekből ismerjük, amelyekre Marx minden művében rábukkanhatunk.” Marx osztályelméletét tehát kifejezetten a tárgyra összpontosító írásmű hiányában csak rekonstruálni lehet. E tekintetben kiemelkedő fontosságúak a Louis Bonaparte brumaire tizennyolcadikája című munkájában fellelhető, definitív értékű mondatai, melyekből kiderül, hogy osztályfelfogása nem egyoldalúan ökonómiai jellegű, hanem a társadalmi totalitás megragadására irányuló törekvést fejez ki. Leszögezi a gazdasági létfeltételek meghatározó szerepét az életmód, az érdekek – a politikatudomány egyik kulcsfogalma –, és műveltség mint osztályismérvek vonatkozásában, s még az osztályharcra való utalás sem marad el:
„Amennyiben millió és millió család olyan gazdasági létfeltételek között él, amelyek életmódjukat, érdekeiket és műveltségüket más osztályokétól megkülönböztetik és azokkal ellenségesen szembeállítják – annyiban osztályt képeznek. Amennyiben […] érdekeik azonossága nem teremt közöttük közösséget, nemzeti kapcsolatot és politikai szervezetet – annyiban nem képeznek osztályt.”

## Lenin osztálydefiníciója
Vlagyimir Iljics Lenin sem tulajdonított különösebb jelentőséget annak, hogy önálló írást szenteljen az osztályelmélet kérdésének, egyfelől azért, mert axiómákként kezelte a tőkés társadalom osztályait, a kizsákmányolást, az osztályharcot, másfelől elsősorban az osztályharc gyakorlata, a proletárforradalom megvalósítása volt a központi kérdés számára. Meghatározása a termelési viszonyok – a tulajdon, a munkamegosztás, az elosztás – meghatározó szerepéből indul ki, melyben a sorrend egyben fontossági sorrendet is jelöl, s ezek legfőbb következményének a kizsákmányolást tekinti:
„Osztályoknak az emberek olyan nagy csoportjait nevezik, amelyek a társadalmi termelés történelmileg meghatározott rendszerében elfoglalt helyük, a termelési eszközökhöz való (nagyrészt törvényekben szabályozott és rögzített) viszonyuk, a munka társadalmi szervezetében játszott szerepük, következésképpen a társadalmi javak rendelkezésükre álló részének megszerzési módjai és nagysága tekintetében különböznek egymástól. Az osztályok az emberek olyan csoportjai, amelyek közül az egyik eltulajdoníthatja a másik munkáját, annak következtében, hogy a társadalmi gazdaság meghatározott rendszerében különböző a helyzetük.”
A marxizmus számára a társadalmi osztály alapvető kategória, mivel ezen elmélet szerint a tőkés termelés során a tőkével rendelkező osztály kizsákmányolja a tőkével nem rendelkező osztályt, s ennek következtében a kizsákmányolás ellentétes érdekű osztályokat (tőkésosztály, munkásosztály) hoz létre és tart fenn. A burzsoázia és a proletariátus osztályszervezetekbe tömörülnek, s egymással osztályharcot folytatnak, melynek kísérőjelensége az osztálytudat, osztályideológia kialakulása. Ez az osztályellentét kibékíthetetlen (antagonisztikus), ezért az osztályharc végső célja a tőkés termelési mód társadalmi forradalom útján történő megszüntetése, s a magántulajdonban lévő termelési eszközök társadalmasítása, osztály nélküli, közösségi (kommunista) társadalom megteremtése. A marxizmus ezt a politikai hatalom megszerzése útján, a proletariátus diktatúrája segítségével kívánja realizálni. Mivel a marxizmus lényegéhez tartozik az osztályszemlélet, ezért a tudományos osztályelméletek között – részben történelmi okok miatt is –, vezető helyet vívott ki magának, illetve befolyást gyakorolt a polgári osztályelméletekre, melyek közül Max Weber klasszikus osztályelmélete emelkedett ki, s teremtett iskolát.

## Az osztályhelyzet következményei
Egy egyén osztályhelyzetének sokrétű következményei vannak, az osztályhelyzet befolyásolja iskoláztatási, munkaerőpiaci, párválasztási, egészségmegőrzési, jogérvényesítési esélyeit. (Természetesen az osztályelmélet bírálói szerint nem az „osztályhelyzet” ad megfelelő magyarázatot az alább felsorolt jelenségekre, illetve az osztályelmélet által nyújtott „magyarázatból” adódó további következtetések tévesek.)

### Oktatás
Az egyének társadalmi osztályhelyzete szignifikáns hatást gyakorol oktatási lehetőségeikre. Nemcsak arra, hogy a felső osztálybeli szülők exkluzív iskolákba küldhetik gyermekeiket, – mely jobban érzékelhető, – de sok helyen a felső osztály gyermekei számára az államilag támogatott iskolák is sokkal jobb minőségűek, mint amit az állam az alsóbb osztályok gyermekei számára biztosít. A jó iskolák hiánya fontos tényező az osztálykülönbségek generációkon átnyúló konzerválásában.
Paul Willis brit kultúraelméleti tudós 1977-ben publikálta A skacok – iskolai ellenkultúra, munkáskultúra (Learning to Labor) című munkáját, melyben a társadalmi osztály és az oktatás közötti kapcsolatot vizsgálta. Tanulmányában úgy találta, hogy a munkásosztályhoz tartozó iskolások egy csoportjában kifejlődött egyfajta ellenszenv az osztályukon kívülről jövő, nemkívánatos tudással szemben, amely tartósítja osztályhelyzetüket a munkásosztályban.

### Egészség és táplálkozás
Egy egyén osztályhelyzete szignifikáns hatást gyakorol testi egészségére, adottságaira, melyek megszabják, hogy milyen szintű orvosi ellátásban és táplálékban részesül, illetve várható élettartamára.
Hátrányos gazdasági helyzete eredményeképpen a népesség alsó osztályának az egészségügyi problémák széles skáláját kell elszenvednie. Tagjaik nem képesek az egészségügyi ellátást szükségleteiknek megfelelő gyakorisággal igénybe venni, – amikor igen, az ellátás alacsonyabb színvonalú, – annak ellenére, hogy őket általában az egészségügyi problémák sokkal magasabb aránya sújtja. Az alsó osztályokhoz tartozó családok körében magasabb a gyermekhalandóság, a rák, a szív- és érrendszeri betegségek, a munkaképtelenséget okozó fizikai sérülések aránya. Ráadásul a szegények hajlandóak sokkal kockázatosabb munkafeltételek között dolgozni, még akkor is, ha viszonylag kisebb mértékű egészségbiztosítást nyújtanak számukra, ha egyáltalán bármilyenben is részesülnek, összehasonlítva a közép- és felső osztálybeli alkalmazottakkal.

### Alkalmazás
Egy egyén álláshoz jutási feltételei is nagy mértékben függnek osztályhovatartozásától. Foglalkozásuk megválasztásában az alsó-középosztály és a középosztály tagjai nagyobb szabadságot élveznek. Ők általában elismertebbek, nagyobb változatosságot jelent számukra a munka, némi hatalmat is fel tudnak mutatni. Az alacsonyabb osztályok tagjai általában elidegenedettebbnek és kevésbé elégedettnek érzik magukat munkahelyükön. A különböző osztályok tagjainak munkahelyi körülményei is nagy mértékben különböznek. Miközben a középosztály tagjai az elidegenedett körülményektől és az elégedettség hiányától szenvednek, addig a fizikai munkások, az ún. kékgallérosok jobban gyötrődnek a gyakran monoton, nyilvánvaló egészségügyi kockázatokat, s az akár halálos sérüléseket is rejtő munkától.

## Problémák
Minél durvább a csoportosítás, annál több besorolhatatlan, nem egyértelmű vagy ellentmondásos jelenség adódik. Ha például azt állítja valaki, hogy a kapitalizmusban a termelési viszonyok által meghatározottan csak két osztály van, az uralkodó tőkések és az elnyomott munkások, akkor kérdés, hogy az értelmiség vagy a kispolgárság vajon melyik osztályhoz tartozik. Ezért különféle hasadások, segédkategóriák (frakciók, rétegek) bevezetésére szorulnak az elmélet védői.
Ha azonos osztályhelyzetűnek tekintett emberek különféleképpen viselkednek, sőt néha egy másik osztály tagjaival azonosan, akkor az osztálybesorolásnak nincs megmagyarázó ereje.
Ha az egyes osztálynak mondott csoportok nem viselkednek osztályszerűen, például összeolvadnak, akkor a kategorizálás nem volt megfelelő.

## A társadalmi kategóriák meghatározása
A jelenlegi társadalmi rétegek és osztályok meghatározása tekintetében több elfogadott módszertan létezik. A hagyományos hármas (alsó-közép-felső) tagozódáson túl további rétegeket is szokásos megkülönböztetni.  A hármas struktúra esetén régebben a középosztályba azokat sorolták, akiknek a jövedelme az országos mediánérték 75 és 125 százaléka között volt. Ezen megközelítés mára elavult. Ehelyett inkább egy 5 kategóriás felosztás nyert teret. Az egyik megközelítés szerint a középosztály rétegződésénél a mediánjövedelemhez viszonyítva az „alsó középosztály” (60 és 75 százalék között) , míg a „felső középosztály” (125 és 167 százalék között) helyezkedik el. Az OECD által használt 2019.évi felosztás a középosztály vonatkozásában 70-100, 100-150, 150-200 %  A Chauvel-féle felosztás szerint az alsó-középbe a 75–125, míg a felső-közép osztályba a 150–250%-kal tartoznak az emberek. A jövedelem szempontjából Vaughan-Whitehead közgazdász 2016. évi tanulmányában a jövedelemeloszlás középértékétől 20%-kal feljebb, illetve attól lejjebb levőket jövedelmi középrétegnek nevezte. Akiknek ennél kevesebb van, de még a szegénységi küszöb fölötti jövedelemmel rendelkeznek (a medián jövedelem 60%-a), azokat az „alsó jövedelmi középrétegbe” sorolják. Akik pedig a medián jövedelem 120% és 200%-a közötti jövedelemmel rendelkeznek „felső jövedelmi középréteghez” tartoznak. Jómódúak a medián 200%-ánál több jövedelemmel rendelkezők csoportja.   A fentien túl elfogadottnak tekintett azon 5 csoportba történő felosztást követő modell, amelyben a magas jövedelmű rétegbe azok tartoznak, akik jövedelme meghaladja az országban mért medián jövedelem a 2,5-szeresét, míg az alacsony jövedelmű réteghez a 60% alattiakat sorolják.. Ugyanakkor a magas jövedelmű réteg nem azonos a felső osztály meghatározásával, mivel utóbbi a legtöbb elmélet és módszertan szerint szűkebb csoportot tudhat magáénak. 
| Társadalmi kategóriák (osztály, réteg) | Jövedelemhatárok a medián jövedelem százalékában | Havi bruttó jövedelem (ezer forint, 2024) | A társadalom egyes osztályaiba tartozók százalékos megosztása |
| Alacsony jövedelmű réteg               | kevesebb mint 60%                                | 310-                                      | ≈ 13                                                          |
| Alsó középosztály                      | 60% - 80%                                        | 310-415                                   | ≈ 21                                                          |
| Szűkebb értelembe vett középosztály    | 80% - 150%                                       | 415-780                                   | ≈ 44                                                          |
| Felső középosztály                     | 150% - 250%                                      | 780-1300                                  | ≈ 15                                                          |
| Magas jövedelmű/Elit réteg             | több mint 250%                                   | 1300-                                     | ≈ 7                                                           |

### Magyarul
- Friedrich Engels: A munkásosztály helyzete Angliában. In: MEM 2. köt. (Kossuth Könyvkiadó, Budapest, 1971) 211–473. old.
- Karl Marx – Friedrich Engels: A Kommunista Párt kiáltványa. In: MEM 4. köt. (Kossuth Könyvkiadó, Budapest)
- Lukács György: Történelem és osztálytudat (Magvető Könyvkiadó, Budapest, 1971)
- Munkásmozgalom-történeti Lexikon (Kossuth Kiadó, Budapest, 1976) 491. old.
- Filozófiai Kislexikon (Kossuth Könyvkiadó, Budapest, 1980) 263–264. old.
- Politikai filozófiák enciklopédiája (Politikatörténeti Alapítvány – Kossuth Könyvkiadó, Budapest, 1995) 354–355. old. ISBN 9630937514
- Ralf Dahrendorf: Az osztálytársadalom modellje Karl Marxnál (magyar nyelven). Digitális Tankönyvtár, 2013. május 27. (Hozzáférés: 2013. május 27.)
- Paul Willis: A skacok – iskolai ellenkultúra, munkáskultúra. (Új Mandátum Könyvkiadó – Max Weber Alapítvány, Budapest, 2000) 356 old. ISBN 9639158666
- Max Weber: Rendek, osztályok és vallás. In.: Max Weber: Vallásszociológia: a vallási közösségek típusai. (Helikon Könyvkiadó, Budapest, 2005) 104–170. old. [ford. és a jegyzeteket kész. Erdélyi Ágnes]
- E. P. Thompson: Az angol munkásosztály születése. (Osiris Kiadó. Budapest, 2007)
- Szalai Miklós: A munkásosztály marxista fogalmai – történeti áttekintés. Múltunk, 52. évf. 2007. 2. sz. 105–123. old.
- Fáber Ágoston: Az osztályelméletek tündöklése és bukása. Szociológiai Szemle 17. évf. 2007. 3–4. sz. 175–182. old. (könyvismertetés: Approaches to class analysis / Ed. by Erik Olin Wright – Cambridge : Cambridge Univ. Press, 2005)
- Wiener György: A marxi osztályelmélet. In.: Wiener György: Értekezések a materialista történetfelfogásról – történelemelméleti és politológiai tanulmányok. L’Harmattan, Budapest 2009. 161–176. old.
- Göran Therborn: Osztály a XXI. században. In: Eszmélet, 97. szám, (2013. tavasz)

### Angolul
- Sam Aaronovitch: The Ruling Class. A Study of British Finance Capital (Lawrence and Wishart, 1961) 192. p.
- André Gorz: Farewell to the Working Class (Pluto Press, London, 1982)
- John E. Roemer: A General Theory of Exploitation and Class. (Harvard University Press, 1982) 298 p. ISBN 0674344405
- Erik Olin Wright: Classes (Verso, London – New York, 1997) 344 p. ISBN 1859841791
- Gubbay, J. [1997]: A Marxist critique of Weberian class analyses. In: Sociology 31(1)
- Ivan Reid: Class in Britain (Polity Press, Cambridge – Oxford, 1998) 284 p. ISBN 0745618928
- Erik Olin Wright: Class counts – comparative studies in class analysis (Cambridge University Press, Cambridge – New York, 1997) 576 p. ISBN 0521556465
- Kees Van Der Pijl: Transnational Classes and International Relations (Routledge, London, 1998) ISBN 0415192013
- Leslie Sklair: The Transnational Capitalist Class (Wiley-Blackwell, Oxford, 2000) 352 p. ISBN 0631224629
- Beverly J. Silver: Forces of Labor: Workers’ Movements and Globalization Since 1870. (Cambridge University Press, 2003) 260 p. Cambridge Studies in Comparative Politics sorozat ISBN 0521520770
- William I. Robinson: A Theory of Global Capitalism: Production, Class, and State in a Transnational World. (The Johns Hopkins University Press, 2004) 224 p. Themes in Global Social Change sorozat, ISBN 0801879272
- Erik Olin Wright (szerk.): Approaches to class analysis (Cambridge University Press, Cambridge, 2005) 212 o. ISBN 0521603811
- Tamás Gáspár Miklós: Telling the truth about class (Socialist Register, London, Merlin Press, 2006)
- Geoff Eley – Keith Nield: The Future of Class in History (Ann Arbor, University of Michigan Press, 2007) 280 o. ISBN 9780472069644
- Erik Olin Wright: Envisioning real utopias. (Verso, London – New York, 2010) 394. o. ISBN 9781844676170

### Németül
- Ralf Dahrendorf: Soziale Klassen und Klassenkonflikt in der industriellen Gesellschaft (Ferdinand Enke Verlag, Stuttgart, 1957) S. 1f.

## Fordítás
- Ez a szócikk részben vagy egészben a Social class című angol Wikipédia-szócikk ezen változatának fordításán alapul.  Az eredeti cikk szerkesztőit annak laptörténete sorolja fel. Ez a jelzés csupán a megfogalmazás eredetét és a szerzői jogokat jelzi, nem szolgál a cikkben szereplő információk forrásmegjelöléseként.

## Lásd még
- Meritokrácia